# HD 98618
HD 98618 är en gul solliknande stjärna i huvudserien i stjärnbilden Stora björnen.
Stjärnan har visuell magnitud +7,65 och kräver fältkikare för att observeras.. Den befinner sig på ett avstånd av ungefär 130 ljusår.